# Либофиникийци
Либофиникийците (на старогръцки: Λιβυφοίνικες, Λιβοφοίνικες; на латински: Libyphoenices) са жителите по античното северноафриканско крайбрежие, южно от пунически Картаген, което по-късно става част от римска Бизацена.
След 450 г. пр.н.е. постепенно Пунически Картаген завладява и останалите финикийци в Африка (Древна Либия) или така наречените либофиникийци, сред които са тези от античните селища Хипон (Бона), Хадрумет (Суза), Малък Лептис, Тапс, Голям Лептис. Конфедеративното задължение на тези старофиникийски колонии към Пунически Картаген било парично и за предоставянето на определено число наемници по време на война. За разлика от покорените от Картаген либийци, либофиникийците не били длъжни да служат в картагенската армия, нито да плащат поземлен данък или аренда в размер на 1/4 от продукцията.
Известно е, че Малък Лептис осигурявал годишно в картагенската хазна сумата от 465 таланта или 574 хил. талера (явно преди въвеждането на картагенския шекел).